# Astroh
Koordinaten: 51° 29′ 49,6″ N, 7° 15′ 49,1″ O
Die Astroh GmbH & Co. KG war ein deutsches Einzelhandelsunternehmen für Mobiliar und Einrichtungszubehör. Zu den Schwerpunkten zählten Küchen und Elektrogeräte.
Das Unternehmen wurde im Jahre 1926 gegründet und blieb im Besitz der Familie. Im Jahre 2007 besaß das Unternehmen 21 Niederlassungen im Bundesgebiet, darunter in Delmenhorst, Bochum, Elmshorn, Schwelm und Senden. Von den Niederlassungen befanden sich zehn in Nordrhein-Westfalen. Es beschäftigte 750 Mitarbeiter, davon 240 am Stammsitz in Bochum.
Die Hauptverwaltung befand sich im Harpener Feld in Bochum. Chef war der Unternehmer Andreas Astroh. Er meldete am 30. November 2007 die Insolvenz an. Als Grund wurden Umsatzrückgänge genannt. Betroffen waren auch etwa 2000 bis 3000 Kunden bundesweit, die für bestellte Küchen jeweils mehrere tausend Euro Anzahlung geleistet hatten.